# Pesa (Münze)

Ein Pesa, 1891

Pesa war eine in Deutsch-Ostafrika umlaufende, von der Deutsch-Ostafrikanischen Gesellschaft geprägte Bronzemünze, die dem britisch-ostindischen Pice entsprach.
1 Pesa = 1/64 Rupie
Sie wurde von der Königlichen Münze in Berlin geprägt. Zum 1. April 1905 wurde sie durch Kupfermünzen ersetzt: 1 Heller = 1/100 Rupie und 1/2 Heller = 1/200 Rupie.